# Pole (socjologia)
Pole (le champ) jest jedną z kluczowych kategorii teorii francuskiego socjologa Pierre'a Bourdieu. Oznacza ona wycinek struktury społecznej, który charakteryzuje się tym, że skupia jednostki i grupy skoncentrowane na podobnych dążeniach, i rywalizujące o pozycję w jego obrębie, a pośrednio w całym społeczeństwie, wedle obowiązujących w tym polu kryteriów, wokół obowiązujących w nim centralnych założeń i celów uznawanych za szczególnie ważne. Cele te nazywa czasem Bourdieu stawką w grze, jaka się toczy w polu, a założenie o priorytetowym charakterze tej stawki mianem obowiązującego w tym polu illusio.

## Ogólne właściwości pola
Planowanej książki przedstawiającej ogólną teorię pola Pierre Bourdieu nie zdążył napisać przed śmiercią, da się ją jednak zrekonstruować na podstawie poszczególnych jego prac. 

### Stawkaiillusio
W każdym polu toczy się gra wokół uznawanej w nim za priorytetową stawki.
I tak np.:
- w polu władzy takim centralnym celem i kryterium jest władza.
- w polu władzy politycznej chodzi szczególnie o władzę polityczną, w polu władzy ekonomicznej chodzi o pozycję ekonomiczną
- w polu produkcji kulturowej chodzi o kryteria specyficzne tego pola, czyli o wartość intelektualną lub artystyczną wytwórów, o uznanie równych stanem czyli innych artystów i intelektualistów, którzy jako jedyni posiadają wystarczającą biegłość w problematyce pola (jest to jedna z form kapitału kulturowego, szczególnie właściwa temu polu).

### Pokrewnośćhabitusu
W polu rywalizują zwykle jednostki i grupy o pokrewnych habitusach (wpisanych w swój sposób myślenia dyspozycjach społeczno-kulturowych), choć oczywiście istnieją zawsze jednostki, które posiadają duży potencjał subwersywny (dążenie do zmiany swego położenia społecznego). Jednostki takie wkraczają do pola, z którego nie pochodzą (mają więc odmienny habitus) i wkraczają w odbywającą się w danym polu rywalizację. Najbardziej otwarte na taki napływ, mające najmniejszą skłonność do dyskryminacji, jest pole produkcji kulturowej.

## Pole władzy

### Distinction
Jedną z podstawowych cech pola władzy jest zasada distinction (różnica, dystynkcja), którą dla bezpieczeństwa pozostawmy bez tłumaczenia, ponieważ wyraz zawiera niuanse znaczeniowe. Ich analizę zawiera podstawowa książka Bourdieu na ten temat, La Distincion (Dystynkcja).
Na czym polega distinction? Na tym, by pogłębiać i podkreślać różnicę dzielącą klasy dominujące od podporządkowanych, przede wszystkim przez odrzucenie w bezpośredni sposób rozumianej celowości i praktycznej użyteczności i przeniesienie we wszystkim punktu ciężkości na wymiar estetyczny i wymiar przyjemności: odmowa (le refus) praktyczności. Mogą się na nią składać:
- demonstracyjne marnotrawstwo
- otaczanie się "bezużytecznymi" (z praktycznego punktu widzenia) dziełami sztuki, a więc gromadzenie kapitału kulturalnego
- a także cielesna hexis: wpisanie w ciało różnicy pozycji społecznej poprzez unikanie otwartego demonstrowania nagiej fizycznej siły (a więc unikanie sportów nadmiernie rozbudowujących tkankę mięśniową na rzecz takich sportów, jak np. golf czy tenis, które tego nie powodują)

### Pole władzy a intelektualiści
W relacjach z intelektualistami (czyli z polem produkcji kulturowej) pole władzy podkreśla swoją bardziej racjonalną, "życiową", "męską" postawę, podkreślając "kobiecy" i "nieżyciowy" charakter postaw prezentowanych przez intelektualistów. Z drugiej strony potrzebuje ich jako dostarczycieli estetycznego stylu życia, który daje polu władzy symboliczną legitymizację (w tym we własnych oczach) własnej dominującej pozycji wobec klas podporządkowanych. W opozycji do intelektualistów pole władzy umieszcza się na pozycji Natury (wobec reprezentowanej przez intelektualistów Kultury). W opozycji do klas zdominowanych, by uzasadnić swoją dominację, przyjmuje - przy użyciu wytworów pola produkcji kulturowej - pozycję Kultury, klasom podporządkowanym pozostawiając pozycję Natury, a więc stanu niejako pozbawionego Kultury, czyli gorszego.

### Pole władzy a klasy podporządkowane
Pole władzy oddziałuje na klasy podporządkowane dzięki zgromadzonemu przez grupy w nim funkcjonujące kapitałowi symbolicznemu, za sprawą mechanizmu tzw. przemocy symbolicznej i demonstrowaniem swojego estetycznego, a więc ukrywającego praktyczność czy biologiczną konieczność, podejścia do życia. Klasy podporządkowane reagują więc na to "odmową odmowy" (le refus du refus), odmową naśladowania estetycznej, niepraktycznej postawy klas dominujących.

## Pole produkcji kulturowej
Pole produkcji kulturowej może być opisywane jako całość lub przy wyodrębnieniu jego fragmentów:
- pole literackie
- pole artystyczne
- pole naukowe (akademickie)
- etc.; wszystko zależy od tego, co dokładnie chcemy opisać; Bourdieu analizował je w różny sposób, zarówno w całości, jak i poszczególne fragmenty z bliska;

### Uzyskanie autonomii przez pole produkcji kulturowej
Pole produkcji kulturowej wyodrębniło się we Francji jako autonomiczna część struktury społecznej w XIX wieku w drodze przełomu, który Bourdieu nazywa rewolucją symboliczną. Nadwyżka osób posiadających wyższe wykształcenie w stosunku do zapotrzebowania na urzędników i tym podobne stanowiska spowodowała wyodrębnienie się pola, które stanowią intelektualiści. Od tego momentu można ich uważać za de facto odrębną klasę społeczną. 
Uzyskanie autonomii przez pole wiązało się z:
- odrzuceniem obowiązującego w polu władzy illusio pieniądza i sukcesu ekonomicznego jako wyznacznika jakości i pozycji; pole produkcji kulturowej zastąpiło je własnymi kryteriami specyficznymi, które można opisać jako uznanie ze strony równych sobie, czyli osób zaangażowanych w problematykę pola, czyli w twórczość artystyczną i intelektualną;
- narzuceniem tychże kryteriów specyficznych całemu społeczeństwu i pozbawieniem pola władzy czy mechanizmów rynku prawa do mającej jakiekolwiek znaczenie oceny dzieł sztuki i utworów o charakterze intelektualnym;
- odrzuceniem moralności mieszczańskiej, kategorii racji stanu, opłacalności i innych pojęć z wokabularza pola władzy i zastąpieniem ich wartościami specyficznymi pola produkcji kulturowej i stworzeniem alternatywnych norm życia społecznego właściwych temu konkretnemu polu 
  - większa swoboda obyczajowa,
  - odrzucanie burżuazyjnych konwenansów i konwencji,
  - potępienie dla wszelkich form dyskryminacji
  - postaci, które odegrały ogromną rolę na tym etapie: Charles Baudelaire i Gustave Flaubert
- zdobyciem autorytetu specyficznego dającego prawo zabierania głosu w kwestiach życia społecznego a nawet społecznego oczekiwania na zajmowanie przez przedstawicieli pola takiego stanowiska 
  - przełomowy moment: tzw. sprawa Dreyfusa i list Émile'a Zoli pt. Oskarżam! (J'accuse!)

### Właściwości pola produkcji kulturowej
- najmniejsza skłonność do dyskryminacji (ewentualny wyjątek: dyskryminacja "prowincjuszy")
- jego przedstawiciele tworzą tzw. klasę społeczną intelektualistów
- pole produkcji kulturowej znajduje się w lewej części pola władzy (lub na lewo od pola władzy); wskutek jego genezy, struktura pola powoduje, że właściwe są mu poglądy lewicowe, bowiem intelektualiści zajmują ambiwalentną pozycję zdominowanych w obrębie grupy dominującej, co pozwala im rozumieć położenie grup zdominowanych
- liberalne normy obyczajowe

### Reprezentanci pola władzy w polu produkcji kulturowej
Wiadomo jednak, że nie wszyscy ludzie zajmujący się twórczością intelektualną, mają poglądy lewicowe. W teorii Bourdieu są oni ujmowani jako "intelektualiści prawicowi" z obowiązkowym cudzysłowem, lub też - bardziej systemowo - reprezentanci pola władzy w polu produkcji kulturowej. Są to osoby, które używają środków właściwych polu produkcji kulturowej w celu wyrażenia celów i punktu widzenia pola władzy. Osoby takie nie reprezentują więc interesów pola produkcji kulturowej. Dla Bourdieu sztandarowym przykładem był Raymond Aron.

## Wybrana bibliografia
Właściwie cały dorobek naukowy Bourdieu posługuje się tymi pojęciami, rozwija je, analizuje, ale jako najważniejsze można wymienić:
- Pierre Bourdieu, Dystynkcja. Społeczna krytyka władzy sądzenia, Warszawa 2006 - najważniejsza pozycja, opisująca ogół teorii
- Pierre Bourdieu, Reguły sztuki: geneza i struktura pola literackiego Warszawa 2001
- Pierre Bourdieu, Propos sur le champ politique, "Presses universitaires de Lyon" 2000
- Pierre Bourdieu, Jean-Claude Passeron, Reprodukcja. Elementy teorii systemu nauczania, Warszawa 1990.

oraz prace innych autorów:
- R. Ponton, Le Champ littéraire en France de 1865 à 1905, Paris 1977
- J. Jurt, Synchronie littéraire et rapport des forces. Le champ poétique des années 80, "Oeuvres et Critiques", 1987, t. XII, nr 2, s. 19-33.